# Shiriuchi, Hokkaidō
Shiriuchi (知内町 Shiriuchi-chō) là thị trấn thuộc huyện Kamiiso, phó tỉnh Oshima, Hokkaidō, Nhật Bản. Tính đến ngày 1 tháng 10 năm 2020, dân số ước tính thị trấn là 4.167 người và mật độ dân số là 21 người/km2. Tổng diện tích thị trấn là 196,67 km2.